# Erwin Sutz
Erwin Sutz (* 24. September 1906 in Zürich; † 8. November 1987 in Herrliberg) war ein Schweizer evangelischer Geistlicher.

## Leben

### Familie
Erwin Sutz war der Sohn von Jakob Rudolf, Prokurist in einer Seidenhandelsfirma, und dessen Ehefrau Rosine Wilhelmine (geb. Widmer).
Er heiratete 1941 Dora Sylvia (geb. Vogt), gemeinsam hatten sie vier Kinder.

### Ausbildung
Erwin Sutz immatrikulierte sich zu einem Theologiestudium an der Universität Zürich und setzte das Studium an der Westfälischen Wilhelms-Universität in Münster und 1930/1931 am Union Theological Seminary in New York fort.

### Werdegang
1932 erfolgte seine Ordination in Zürich und von 1933 bis 1940 war er Pfarrer in Wiesendangen, darauf bis 1946 Pfarrer in Rapperswil, von 1946 bis 1953 war Pfarrer in Zürich-Neumünster und von 1954 bis 1969 war er Pfarrer in Hottingen.
1969 wurde Erwin Sutz, aufgrund seiner gleichgeschlechtlichen Neigung, das Opfer von Erpressungen. Seine Vorgesetzten drängten ihn gesundheitshalber zum Rücktritt, sodass er in der Folge ernsthaft erkrankte und sein Amt nicht mehr weiterführen konnte; dies führte in der Folge dazu, dass der Travestiekünstler Röbi Rapp, der die Predigten von Erwin Sutz in der Kreuzkirche in Zürich-Hottingen hörte, aus der evangelisch-reformierten Landeskirche austrat.

### Freundschaft mit Dietrich Bonhoeffer
Erwin Sutz unterhielt eine intensive Freundschaft mit Dietrich Bonhoeffer bis zu dessen Hinrichtung 1945 als Gegner des Nationalsozialismus und er trug wesentlich zu dessen Bekanntheit in der Schweiz bei. Sie hatten sich, gemeinsam mit ihrem französischen Mitstipendiaten Jean Lasserre, in New York kennengelernt und Freundschaft geschlossen. Gemeinsam verband sie eine pianistische Leidenschaft und sie empfahlen sich gegenseitig dahin, wo man zum Musizieren willkommen war. Weihnachten 1930 verbrachten sie gemeinsam in Kuba und im Frühling 1931 reisten sie gemeinsam nach Chicago und St. Louis. Dietrich Bonhoeffer besuchte Erwin Sutz auch mehrfach noch in der Schweiz; nach seiner Rückkehr machte Erwin Sutz im Juli 1931 Dietrich Bonhoeffer mit Karl Barth und im August 1932 mit Emil Brunner persönlich bekannt.

### Geistliches Wirken
Erwin Sutz wurde durch Karl Barth und Emil Brunner geprägt, war jedoch mehr der Theologie Barths verpflichtet und versuchte, nach dem Zerwürfnis der beiden Professoren, zu vermitteln.

### Schriftstellerisches Wirken
Er verfasste 1945 Die sociale Botschaft der Kirche und war Redaktor am Kirchenblatt für die reformierte Schweiz, eine viel gelesene Stimme der dialektischen Theologie in der Schweiz.

## Schriften (Auswahl)
- Die sociale Botschaft der Kirche. Zollikon-Zürich: Evangelischer Verlag, 1945.
- Walter Mannweiler; Mina Alder; Theo Kachel; Konrad Maurer; Hugo Sonderegger; Erwin Sutz: Handbuch für evangelische Jugendarbeit. Zürich Verlag Junge Kirche Lyss Th. Schwab A. G. 1948.
- Wilhelm Vischer; Leonhard Meisser; Erwin Sutz; Johann Schaer; Edmond Grin; Bo Reicke: Das Kerygma des Alten Testamentes. Zürich: Zwingli-Verlag, 1955.